# Uno e Trino
Uno e trino (1995) è un romanzo scritto da Tullio Solenghi.
Questo libro è stato scritto in seguito allo scioglimento del Trio, avvenuto nel 1994, e racconta l'intera esperienza del Trio formato, oltre che da Solenghi stesso, da Anna Marchesini e Massimo Lopez.
L'autore segue un ordine cronologico, partendo dalla propria esperienza giovanile al Teatro di Genova, fino all'incontro (separatamente) con gli altri due componenti del Trio.
Da qui inizia il racconto delle numerose esperienze televisive, radiofoniche e teatrali insieme, a partire da Helzapoppin Radiodue (1982) fino a I promessi sposi (1990).
Il libro offre numerosi racconti delle esperienze del Trio, intervallati dai "copioni" dei più famosi sketch del Trio: il Telequiz con Massimo Lopez nelle vesti di Mike Bongiorno, il processo per l'omicidio in casa Smith, l'imitazione di San Remo che causò tante polemiche al Festival di Sanremo 1989...
Un discreto spazio all'interno del libro è dedicato al racconto della vicenda dello sketch su Reagan e Khomeini. Lo sketch incriminato, proposto dal Trio a Fantastico 7, vedeva Massimo Lopez nei panni di Ronald Reagan, Solenghi in quelli dell'Ayatollah Khomeini con un improbabile accento toscano e la Marchesini nel ruolo della madre di Khomeini, la sora Khomeines. In seguito a questo sketch l'Iran accusò l'Italia di vilipendio e Solenghi stesso ricevette minacce di morte.
Il libro lascia spazio anche a qualche confessione personale dei tre componenti del Trio, e si conclude con una riflessione personale di Solenghi sullo scioglimento del Trio.